# Viktoria Pavlovich
Viktoria Pavlovich, née à Minsk le 8 mai 1978, est une pongiste biélorusse.
Elle est championne d'Europe senior en 2010 et 2012. Elle représente son pays aux Jeux olympiques de Pékin. Elle a remporté l'Open du Danemark ITTF et l'Open de Slovénie ITTF en double. Son meilleur classement mondial est no 11 en 2005. Elle a une sœur jumelle, Veronika Pavlovich, également pongiste de haut niveau.